# Municipio de Zinc
El municipio de Zinc (en inglés: Zinc Township) es un municipio ubicado en el condado de Boone en el estado estadounidense de Arkansas. En el año 2010 tenía una población de 585 habitantes y una densidad poblacional de 9,17 personas por km².

## Geografía
El municipio de Zinc se encuentra ubicado en las coordenadas 36°16′19″N 92°55′22″O / 36.27194, -92.92278. Según la Oficina del Censo de los Estados Unidos, el municipio tiene una superficie total de 63.76 km², de la cual 63,62 km² corresponden a tierra firme y (0,22 %) 0,14 km² es agua.

## Demografía
Según el censo de 2010, había 585 personas residiendo en el municipio de Zinc. La densidad de población era de 9,17 hab./km². De los 585 habitantes, el municipio de Zinc estaba compuesto por el 96,92 % blancos, el 0,17 % eran afroamericanos, el 0,17 % eran de otras razas y el 2,74 % eran de una mezcla de razas. Del total de la población el 1,71 % eran hispanos o latinos de cualquier raza.